# Villeneuve (Aveyron)
Villeneuve (auch als Villeneuve-d’Aveyron bezeichnet, okzitanisch: Villanòva) ist eine südfranzösische Gemeinde mit 1.952 Einwohnern (Stand: 1. Januar 2022) im Département Aveyron in der Region Okzitanien. Sie gehört zum Arrondissement Villefranche-de-Rouergue und zum Kanton Villeneuvois et Villefranchois. Die Einwohner werden Villeneuvois und Villeneuvoises genannt.
Die Gemeinde erhielt die Auszeichnung „Eine Blume“, die vom Conseil national des villes et villages fleuris (CNVVF) im Rahmen des jährlichen Wettbewerbs der blumengeschmückten Städte und Dörfer verliehen wird.

## Lage

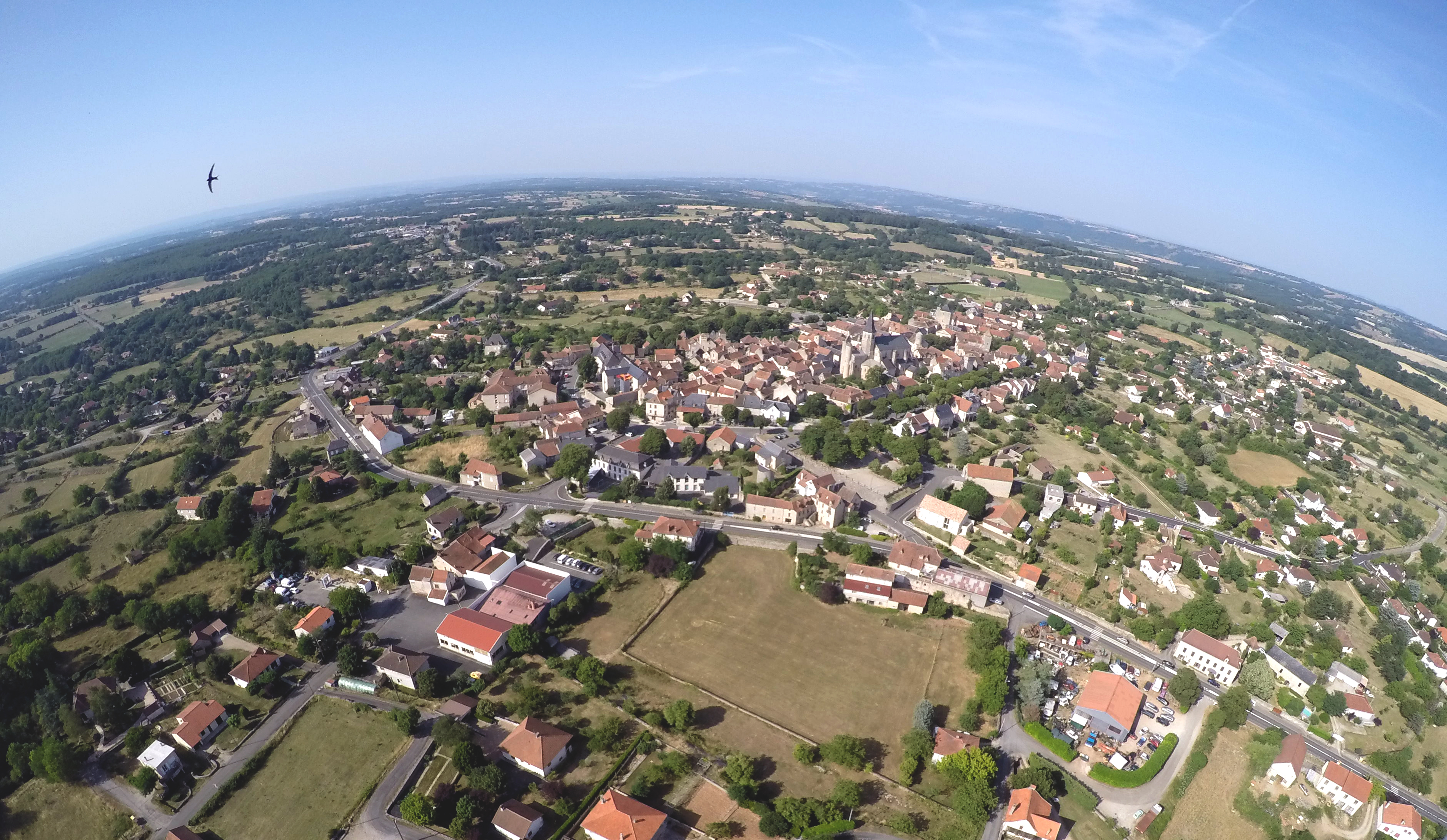
Blick auf Villeneuve

Villeneuve liegt etwa 44 Kilometer westnordwestlich von Rodez. Umgeben wird Villeneuve von den Nachbargemeinden Foissac und Causse-et-Diège im Norden, Salles-Courbatiès im Nordosten, Saint-Igest im Osten, Maleville im Südosten, Saint-Rémy und Toulonjac im Süden, Sainte-Croix im Südwesten und Westen, Ols-et-Rinhodes im Westen und Nordwesten sowie Montsalès im Nordwesten.

## Geschichte
Villeneuve ist eine sog. gräfliche Bastide, die von Raimund VII. 1231 gegründet wurde.

## Bevölkerungsentwicklung
| Jahr                       | 1962 | 1968 | 1975 | 1982 | 1990 | 1999 | 2006 | 2012 | 2020 |
| Einwohner                  | 1473 | 1461 | 1493 | 1649 | 1891 | 2017 | 1999 | 1988 | 1976 |
| Quellen: Cassini und INSEE |      |      |      |      |      |      |      |      |      |

## Sehenswürdigkeiten (Auswahl)
- Romanische Kirche Saint-Sépulcre aus dem 11. Jahrhundert, seit 1925 als Monument historique klassifiziert
- Vorromanische Kirche Saint-Pierre-et-Saint-Paul in Toulongergues, teilweise aus dem 5. Jahrhundert, seit 1988 als Monument historique klassifiziert
- Großes Tor (Porte Haute), zwischenzeitlich als Gefängnis genutzt, seit 1928 als Monument historique eingeschrieben
- Tor von Cardalhac, seit 1928 als Monument historique eingeschrieben
- Haus beim Großen Tor aus dem 15. Jahrhundert, seit 1928 als Monument historique eingeschrieben
- Schloss Toulongergues (ehemaliges Priorat), seit 1997 als Monument historique eingeschrieben
- Schloss Ginals mit Kapelle und Donjon
- Taubenturm, vermutlich aus dem 17. Jahrhundert, seit 2011 als Monument historique eingeschrieben

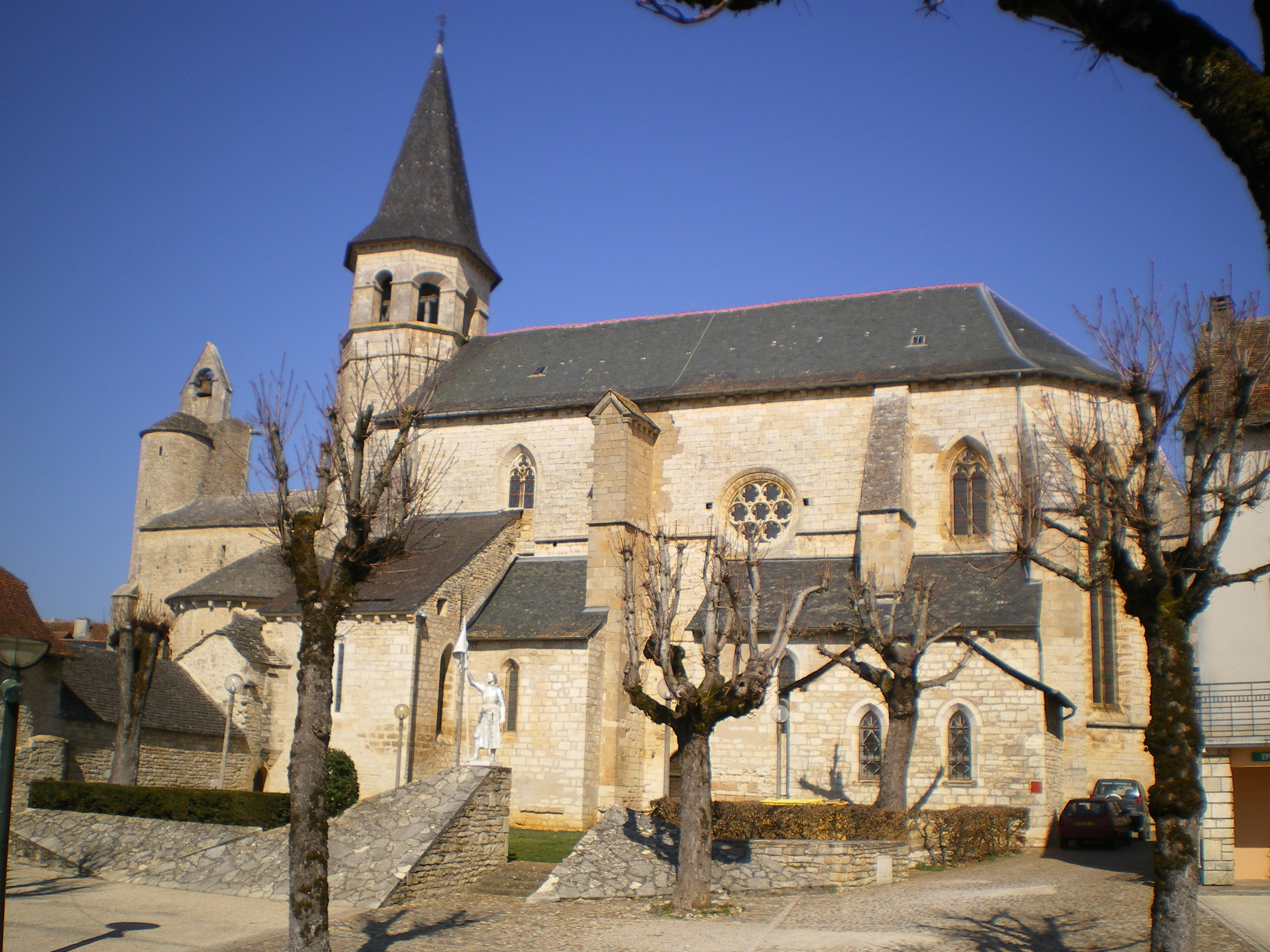
Kirche Saint-Sépulcre
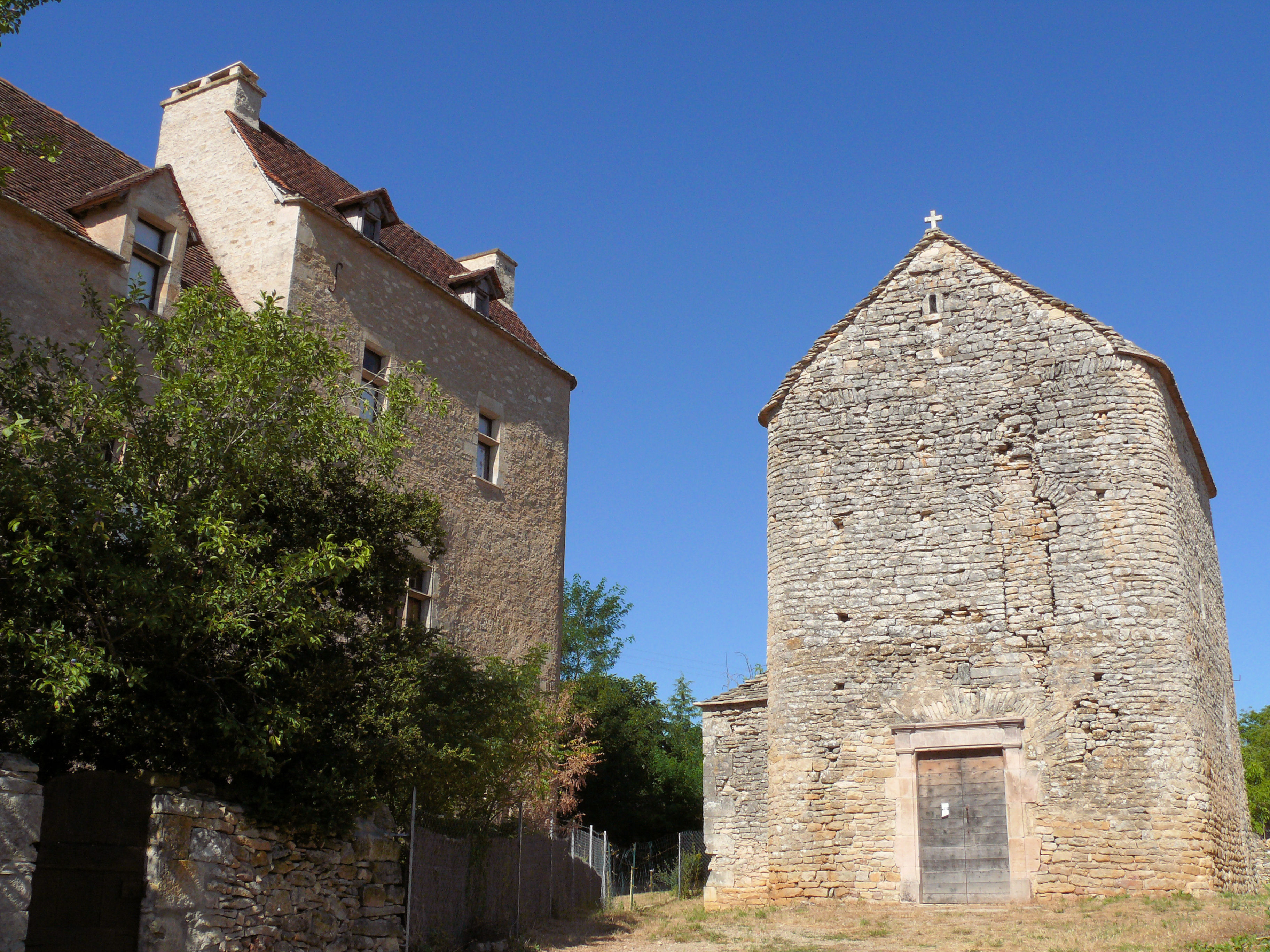
Kirche Saint-Pierre-et-Saint-Paul
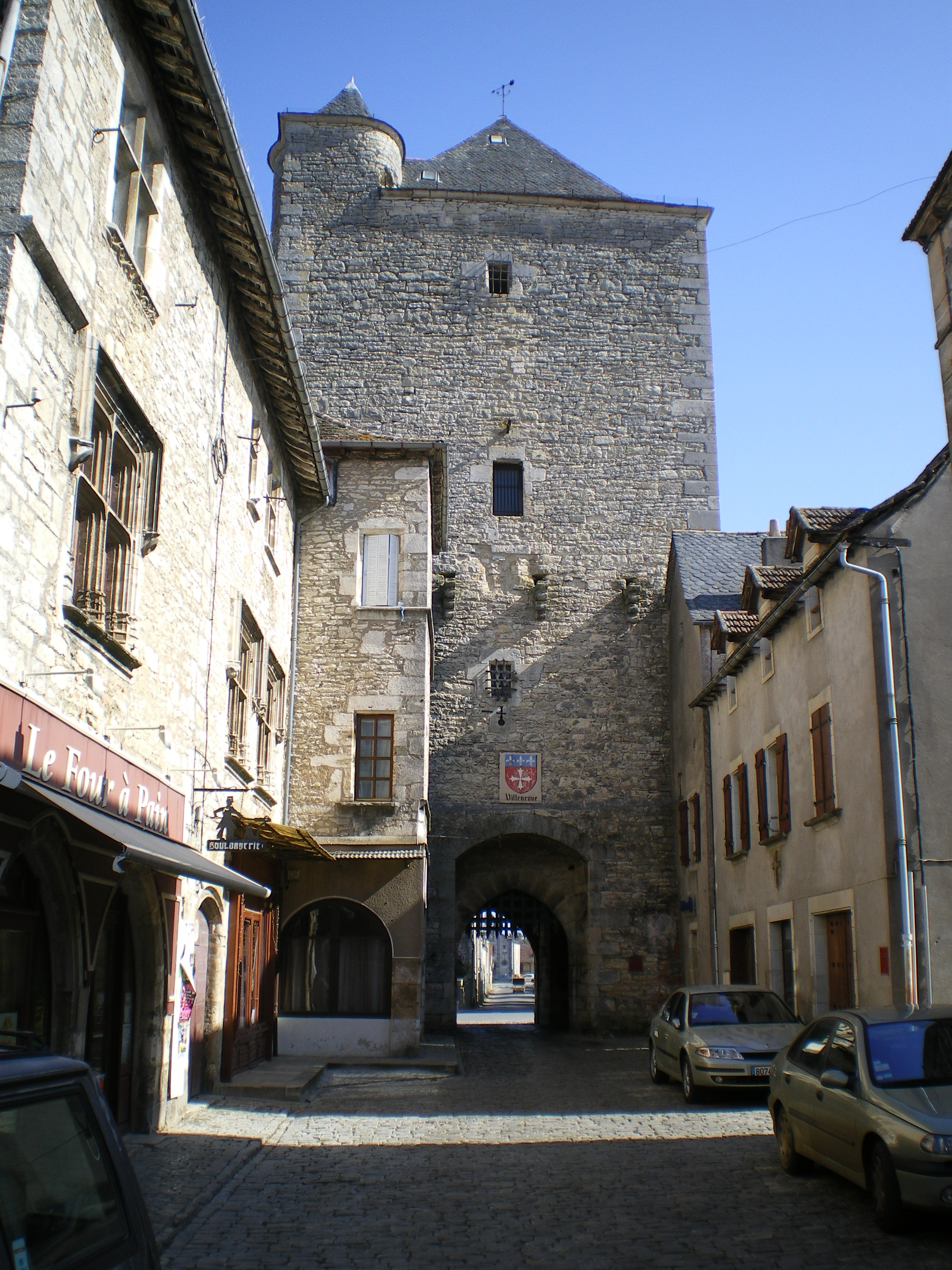
Großes Tor
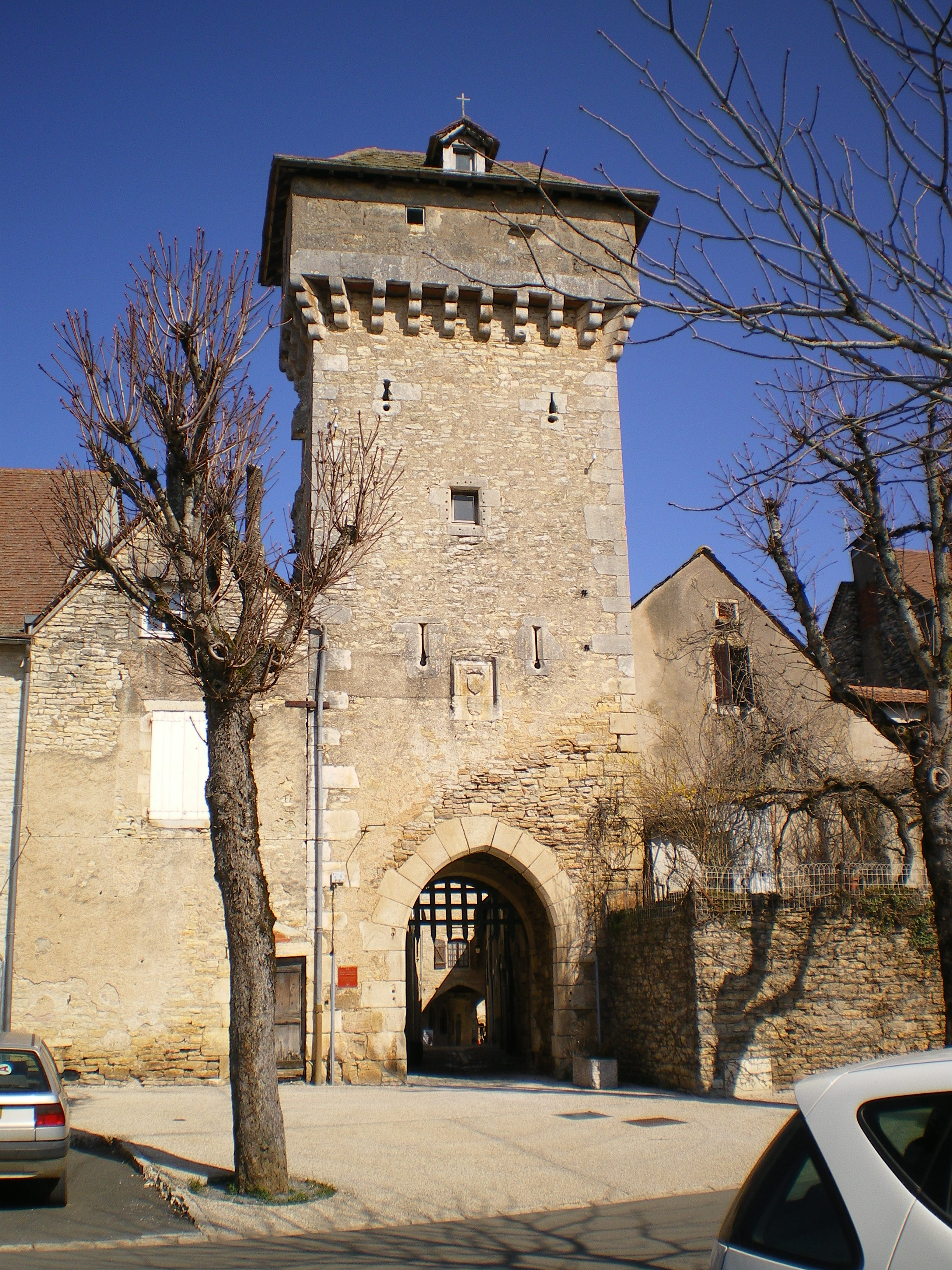
Tor von Cardalhac
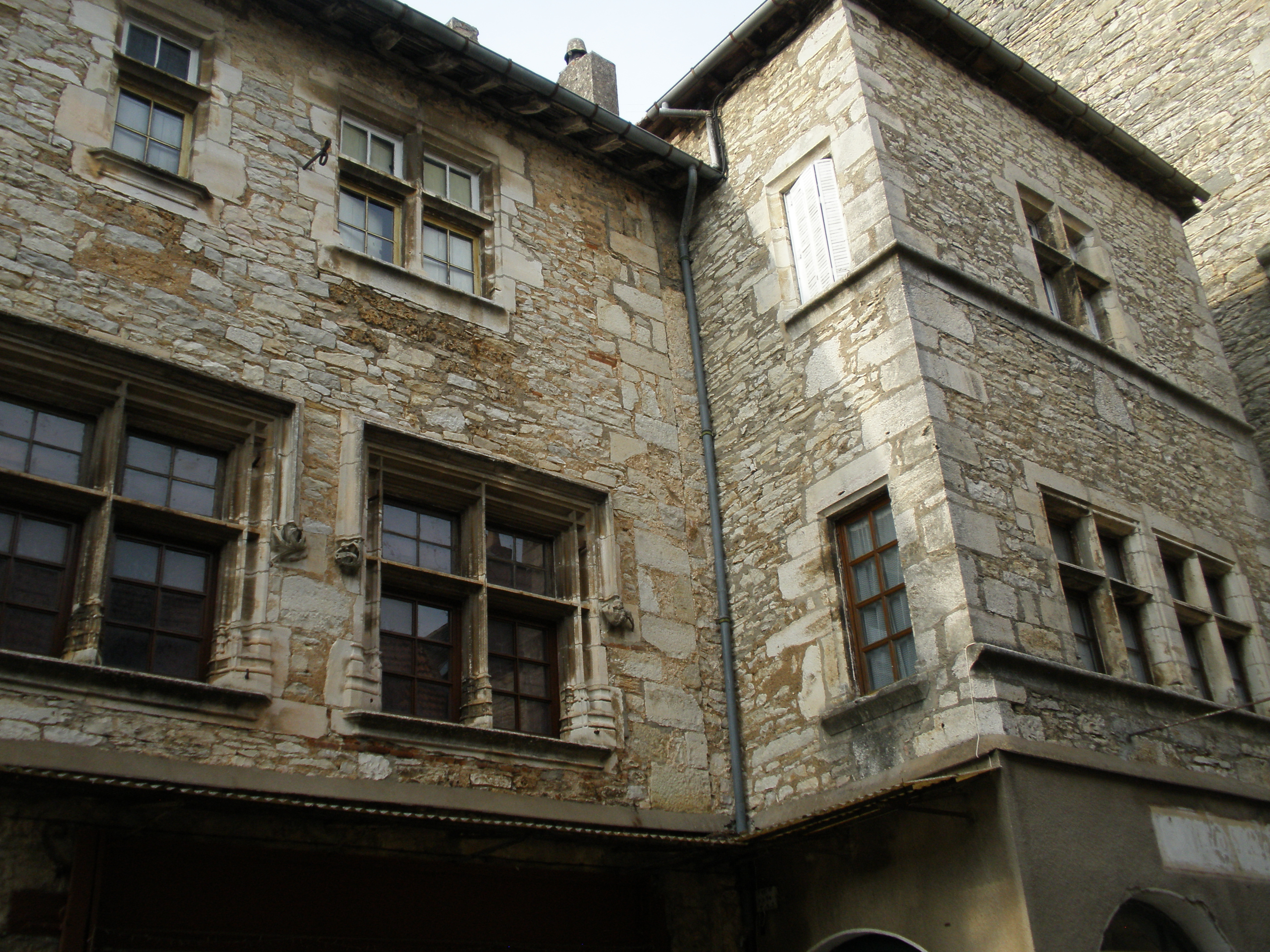
Haus beim Großen Tor
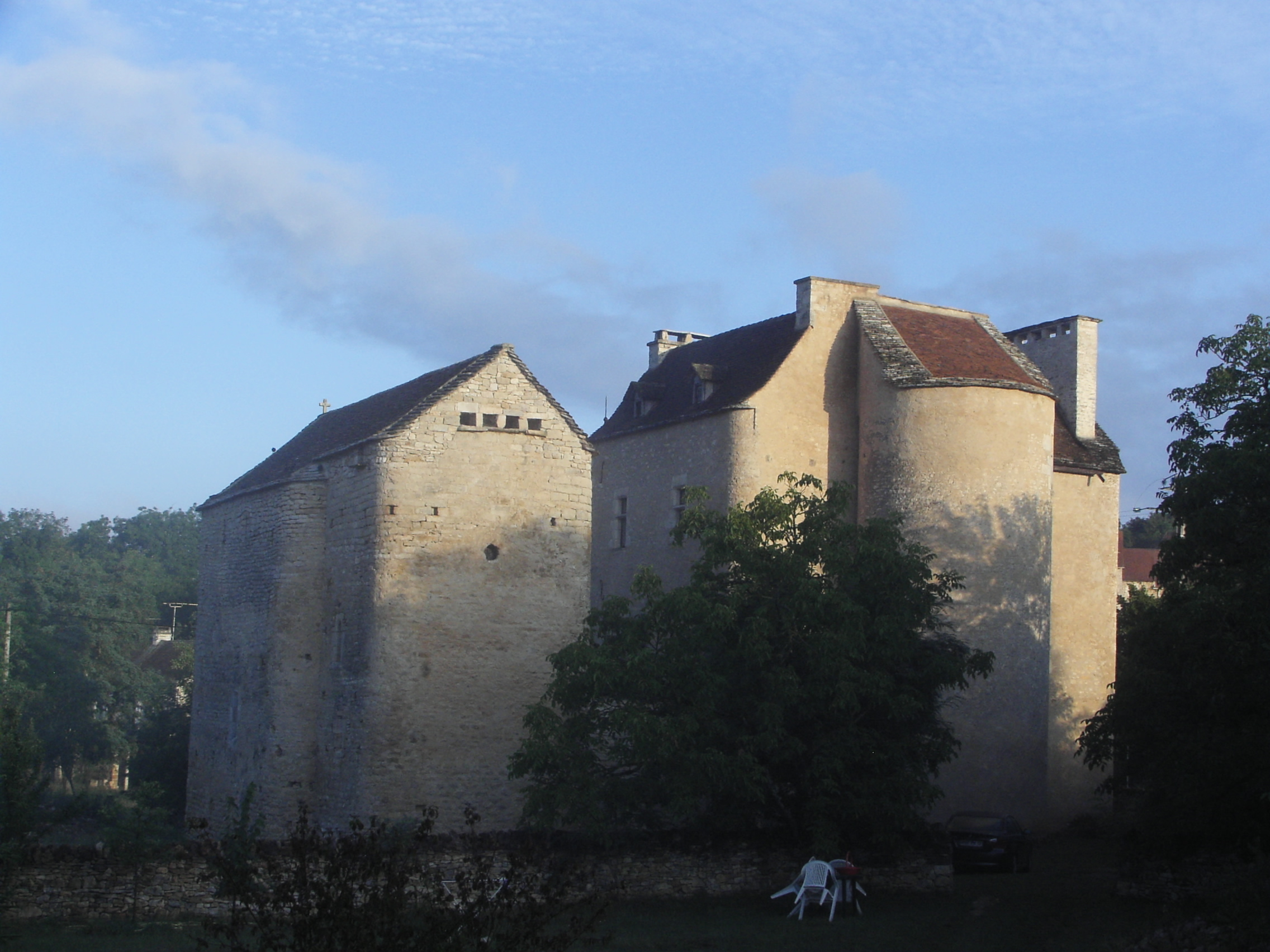
Schloss Toulongergues
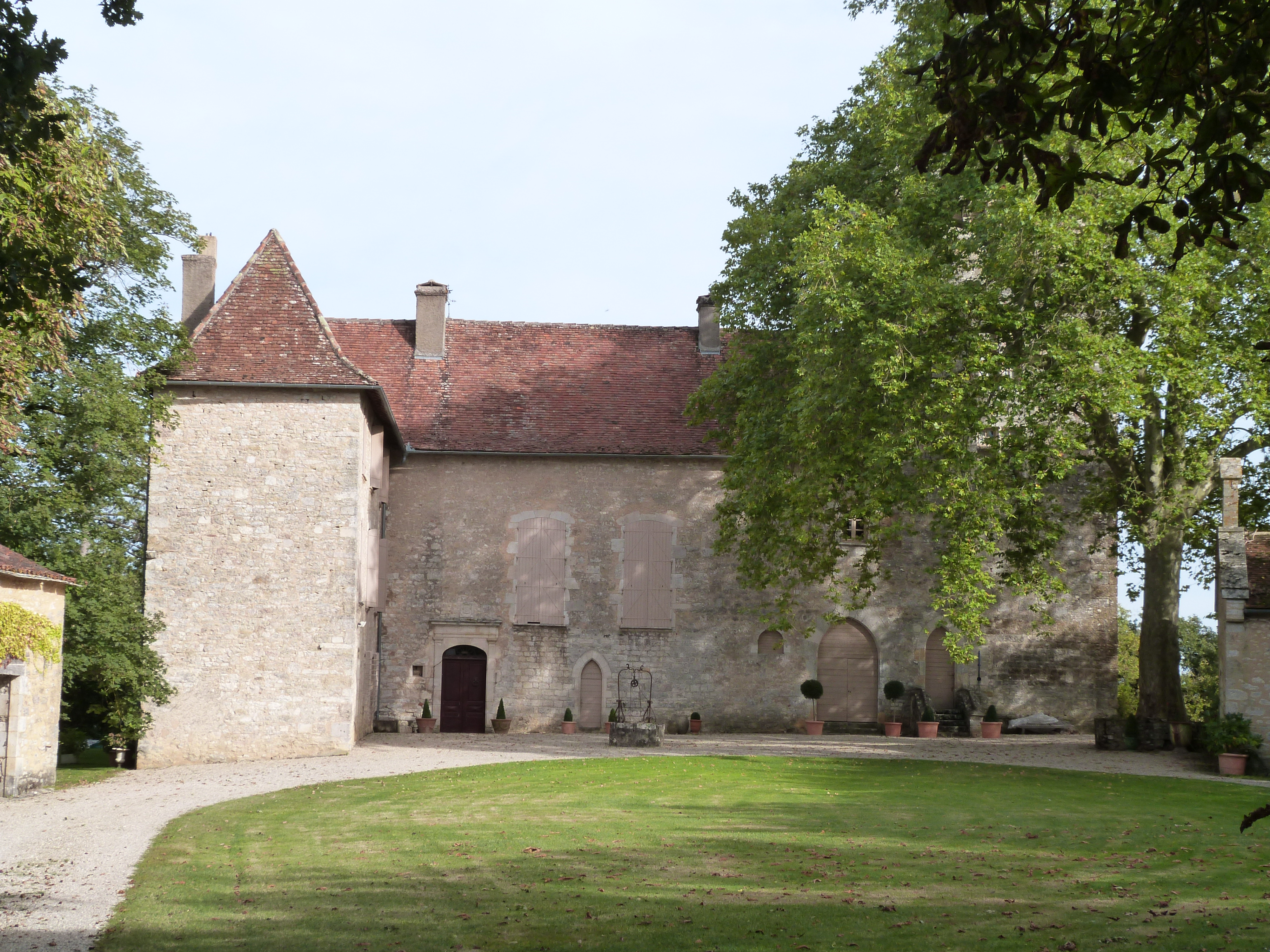
Schloss Ginals
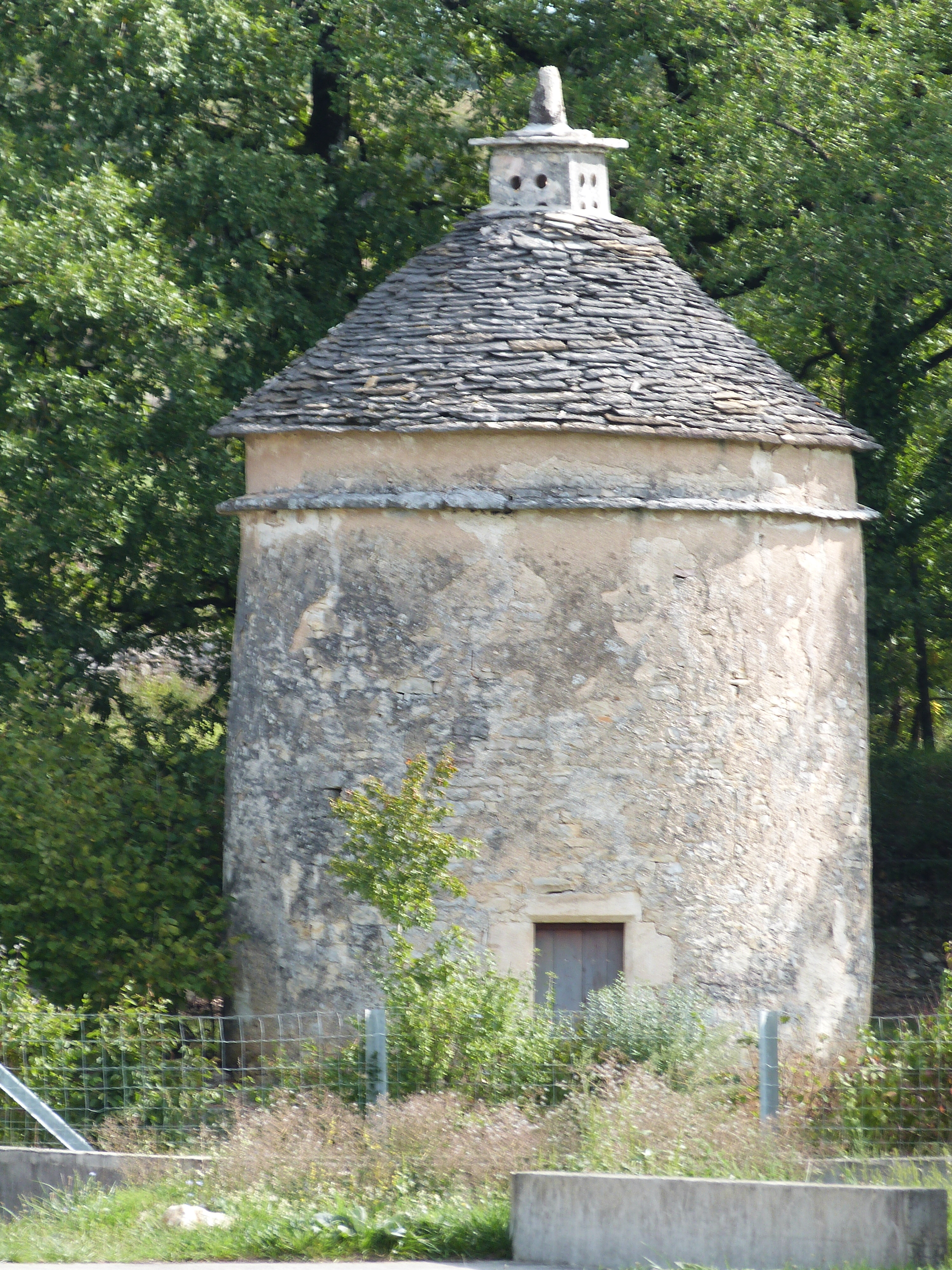
Taubenturm
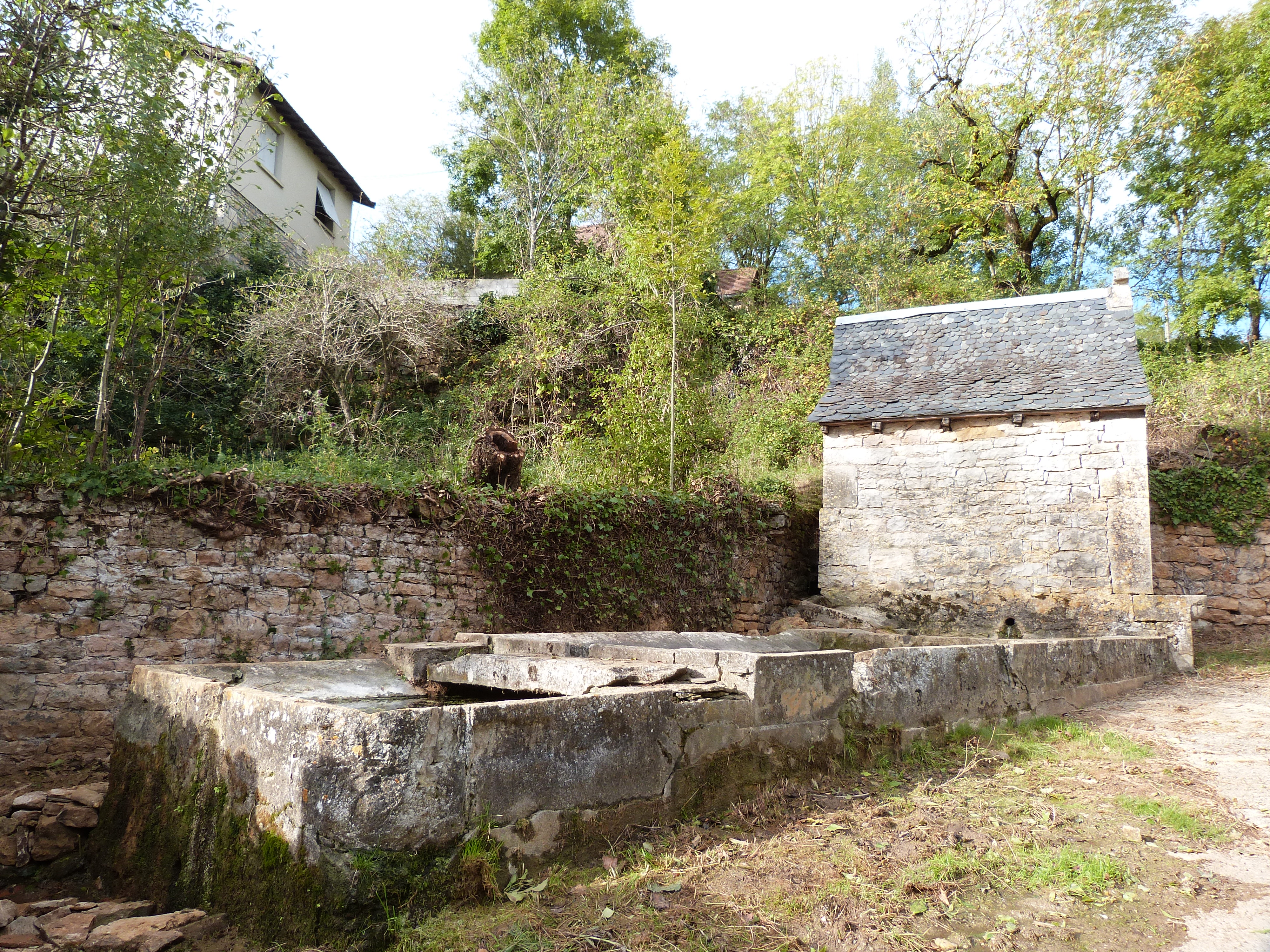
Waschhaus in Toulongergues
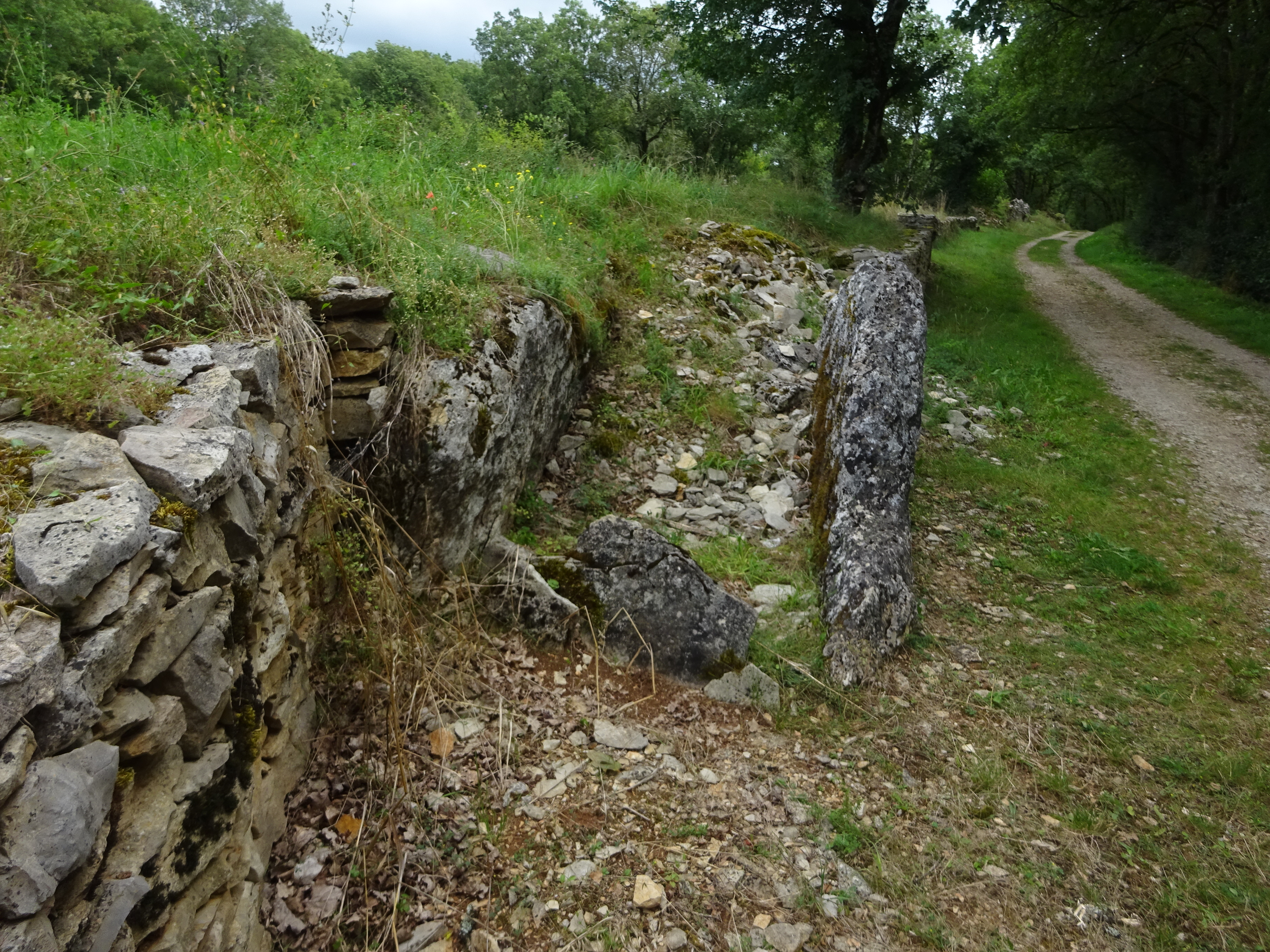
Tombeau du géant

## Persönlichkeiten
- Bernard Dufour (1922–2016), Maler und Schriftsteller, lebte und arbeitete in Villeneuve